# 송성문 (1931년)
송성문(宋成文, 1931년 12월 1일 ~ 2011년 9월 22일)은 대한민국의 교육인, 출판인이다. 본관은 여산(礪山)이다.
평안북도 정주 출신으로 오산고등학교에 재학 중 한국전쟁이 일어날 때, 단신으로 월남했다. 고등학교 때까지는 러시아어를 배우다가 월남 이후에는 미군부대에 사환으로 있으면서 영어를 배웠다. 전쟁이 끝나고 동아대학교 영어영문학과를 졸업한 후 중등영어교사 자격시험에 합격하였으며, 마산고등학교에서 교편을 잡았다.  그러다가 1965년에 교사 재교육 차원에서 문교부에 의해 뉴질랜드로 국비유학을 했다. 뉴질랜드에서 영어 교육 자료를 잔뜩 가져와 성문 영어 시리즈를 낼 수 있었다. 그러다가 부산고등학교 교사를 거쳐 1967년에 성문종합영어를 발간하였다.
2003년 3월 6일에는 대보적경(大寶積經ㆍ국보 제 246호)을 비롯한 국보 4건과 보물 22건, 운보 김기창 화백의 ‘동해일출도' 등을 국립중앙박물관에 기증하여 화제가 되었고, 이런 공로로 6월 12일에 국민훈장 모란장을 받았다.
2003년에 간암 판정을 받고 8년 간 투병하다 2011년 9월 22일 오후 4시 30분 타계했다(향년 79세). 그는 책 팔아서 모은 재산을 문화재를 구입하여 박물관에 기증하였고 버스만 타고 다니면서 검소하게 살았다.

## 저서
- 《성문종합영어》
- 《성문핵심영어》
- 《성문기본영어》
- 《성문기초영문법》